# アニッペー

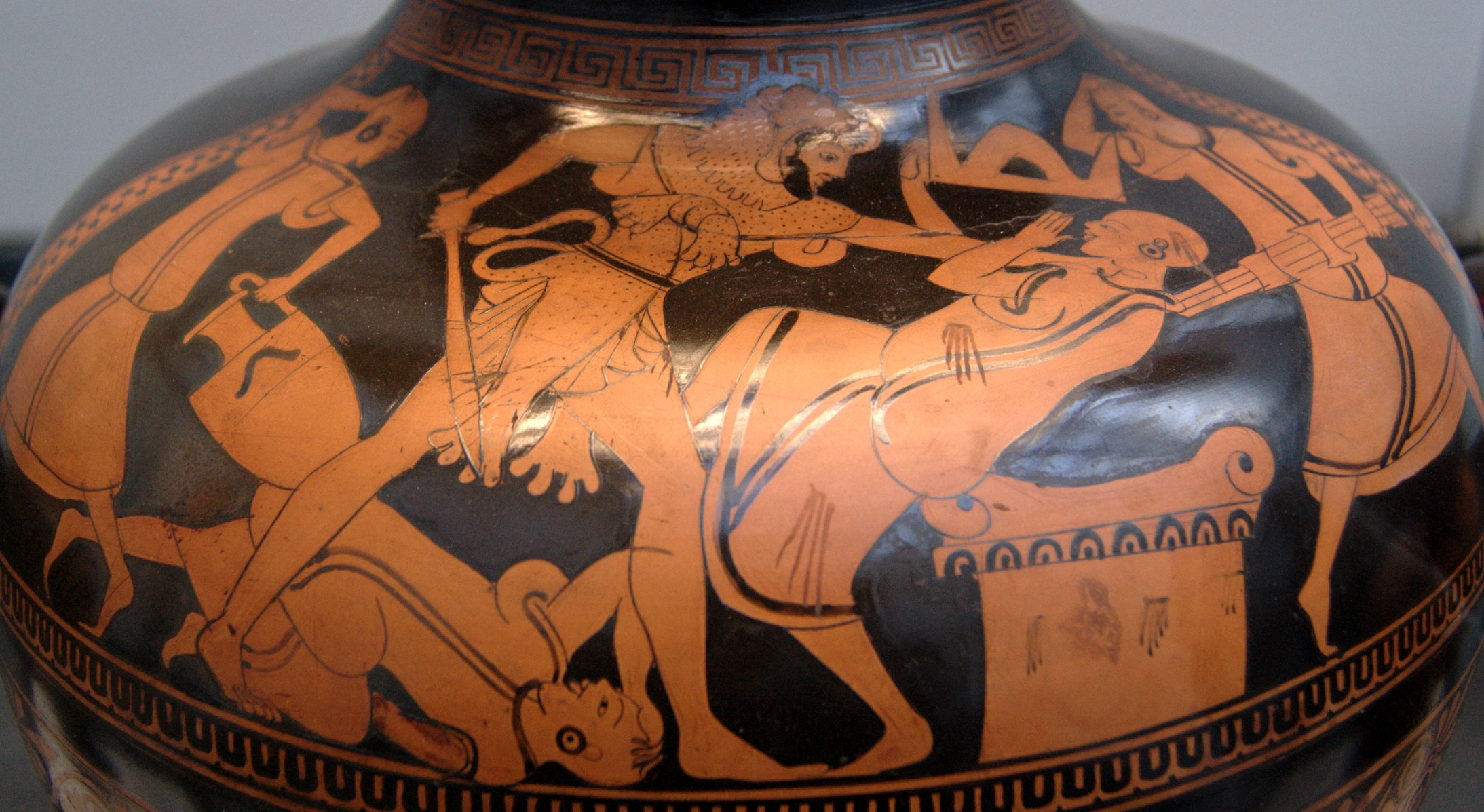
ブーシーリスを殺すヘーラクレースを描いた前480年ごろのアッティカ赤絵式カルピス。イタリア、ヴルチ出土。州立古代美術博物館所蔵。

アニッペー（古希: Ἀνίππη, Anippē）は、ギリシア神話の女性である。長音を省略してアニッペとも表記される。エジプトを流れるナイル川の河神ネイロスの娘で、メムピス、アンキノエー、エウリュッロエー、エウローペーと姉妹。プルータルコスによるとアニッペーは海神ポセイドーンとの間にブーシーリスを生んだ。
ブーシーリスは成長すると暴虐なエジプト王となり、ヘーラクレースに退治された。通常、ブーシーリスの母はエジプト王エパポスの娘リューシアナッサとされる。